# Feux de forêt de 2025 au Canada
La saison des feux de forêt 2025 au Canada recense environ 160 feux de forêt actifs à travers le pays à la mi-mai 2025, puis 225 à la mi-juin. Ceux-ci sont principalement situés d'abord au Manitoba, en Saskatchewan et en Ontario, puis en Alberta et en Colombie-Britannique, et enfin à Terre-Neuve-et-Labrador à partir du début du mois d'août. Ils ont fait au moins deux victimes civiles, détruit des dizaines de bâtiments et forcé des dizaines de milliers de personnes à évacuer. En conséquence, le Manitoba et la Saskatchewan ont déclaré l'état d'urgence respectivement les 28 et 29 mai.

## Contexte
Les feux de forêt font partie intégrante du cycle de vie de la forêt boréale canadienne. Les changements climatiques entraînant des températures plus élevées et des conditions plus sèches, les incendies sont plus fréquents et plus graves et la saison des incendies devient plus longue. Les incendies de forêt de 2023 sont les plus destructeurs de l’histoire du Canada et ceux de 2024 (en), bien que moins graves, n'en sont pas moins parmi les pires. Des feux couvants (en) de ces deux années précédentes sont observés en Alberta et en Colombie-Britannique en janvier 2025. Mike Flannigan, chercheur spécialisé dans les feux de forêt, a déclaré que c'était la première fois qu'il observait de tels incendies survivre plus de deux ans.
En prévision de 2025, Edmonton a procédé à ses tout premiers brûlages dirigés dans les limites de la ville.

## Situation générale
À la mi-mai 2025, on recense environ 160 feux de forêt actifs à travers le pays, surtout au Manitoba, en Saskatchewan et en Ontario. Le nombre de feux augmente à 225 et s'étendent à la Colombie-Britannique un mois plus tard. À ce moment, environ 30 000 personnes ont dû êtres évacuées et 3,5 millions d'hectares ont déjà brûlé, ce qui serait environ 3 fois supérieur à la moyenne sur dix ans pour cette période de l’année.

## Conséquences
La fumée des incendies de forêt a une influence qui dépasse les frontières canadiennes, entraînant des changements dans l'atmosphère visibles dans l'Est des États-Unis et même jusqu'en Europe,,. Elle est ainsi visible jusqu'au Mont Blanc. 
Elle entraîne également des avertissements sur la qualité de l’air pour les 5 et 6 juin dans plusieurs régions du pays, dont notamment la région d’Ottawa-Gatineau, dans certaines parties de la région du Grand Toronto et à Montréal.

## Évolution par province

### Alberta
Un incendie de forêt près du parc national Elk Island atteint le village du patrimoine culturel ukrainien le 18 avril, endommageant ou détruisant plusieurs bâtiments. Bien qu'aucun bâtiment historique n'ait été perdu, les structures touchées abritaient de nombreux objets qui ont été détruits.
Début mai, certaines régions de l'Alberta ont un risque d’incendie extrême en raison d’une combinaison de sécheresse, de chaleur et de vents violents. Environ 100 personnes sont évacuées près de Grande Prairie au cours du week-end du 3 mai, mais peuvent revenir le 5 mai. Le 6 mai, plusieurs communautés du nord de l’Alberta sont confrontées à des alertes et à des ordres d’évacuation visant des personnes et du bétail. Un incendie de forêt dans la zone de Redwater entraîne l'évacuation d'une partie de sa population, tandis que le comté voisin de Thorhild doit évacuer 40 maisons et 70 personnes. Plus de 800 habitants du village de Boyle sont évacués le 6 mai avant d'être autorisés à revenir le 8 mai.
Environ 1 300 habitants de Swan Hills reçoivent l'ordre d'évacuer le 26 mai. Le 29 mai, huit pompiers intervenant au lac Chipewyan perdent temporairement le contact radio et sont contraints de s'abriter sur place. Ils s'échappent le lendemain après que des équipes forestières aient dégagé les arbres tombés sur les routes.

### Colombie-Britannique
Au 2 mai, il y a 26 incendies de forêt en Colombie-Britannique, dont deux sont hors de contrôle. Une partie du Fort St. John est évacuée pendant une journée après qu'un incendie se soit déclaré près du Northern Lights College (en),. Environ 70 personnes sont évacuées du district régional de Peace River le 29 mai.
À la mi-juillet, la province estime qu'environ 30 % des forêts du nord-est risque de partir en fumée d'ici la fin de l'année.

### Manitoba

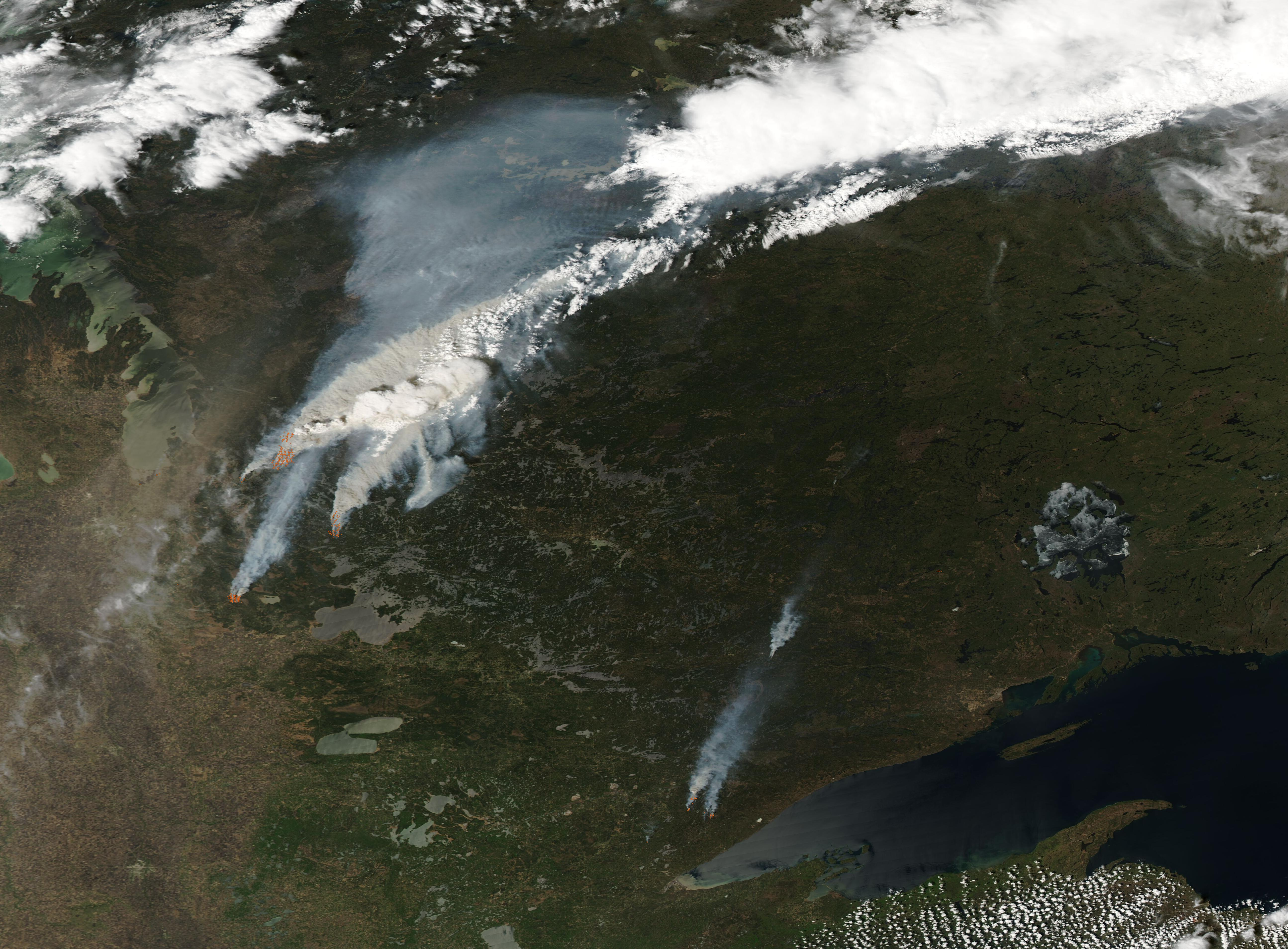
Une image satellite du 13 mai 2025 montre des panaches de fumée provenant d’incendies au Manitoba, en Ontario et au Minnesota.

Au Manitoba, à la mi-mai, cinq incendies sont classés comme « hors de contrôle ». Les conditions d'incendie sont exacerbées par une vague de chaleur concomitante, Winnipeg enregistrant une température de 37 °C le 13 mai, battant un record de température qui tenait depuis 125 ans.
Un feu de forêt situé au nord du parc provincial du Whiteshell s'étend sur plus de 100 000 hectares. L'épaisse fumée provenant de l'incendie entrave les opérations de lutte aérienne (en), obligeant les équipes à se concentrer sur la protection des biens dans des zones plus sûres. Dans le nord-ouest, un incendie de 42 000 hectares occupe quarante pompiers de Colombie-Britannique à partir du 13 mai. Un incendie à Piney (en), près de la frontière entre le Manitoba et les États-Unis, s'étend quant à lui sur 7 000 hectares.
Le 13 mai, un grave incendie de forêt près de la ville de Lac du Bonnet (en), au nord-est de Winnipeg, fait deux morts parmi les civils. Les victimes, identifiées comme un homme et une femme mariés, meurent lorsqu'elles sont piégés chez elles par les flammes qui avançaient rapidement. Les pompiers n'ont pas pu les atteindre en raison de l'intensité de l'incendie. Le maire de Lac du Bonnet, Ken Lodge, note que l'incendie s'est développé et s'est propagé à une vitesse et une intensité exceptionnelles. L'incendie s'étend sur environ 4 000 hectares, entraînant l'évacuation d'environ 1 000 résidents de la ville et des communautés environnantes et détruisant vingt-huit structures dans la région de Grausdin Point. Le même jour, la province déclare l’état d’urgence près du parc provincial Whiteshell. À ce moment, le Manitoba compte environ 1 200 personnes évacuées en raison des incendies dans la province ainsi que ceux de la province limitrophe de l'Ontario. Le 25 mai, un pompier est grièvement blessé et est hospitalisé.
Lynn Lake, qui compte environ 600 habitants, est évacué le 27 mai en raison d'un incendie de 7 000 hectares. Dans la province voisine de la Saskatchewan, un incendie dans une décharge de Creighton se propage vers la ville voisine transfrontalière de Flin Flon. Les avions citerne combattant les incendies dans la région sont temporairement immobilisés en raison d'une activité de drone non autorisée. Flin Flon et Creighton reçoivent l'ordre d'évacuer le 28 mai. À ce moment, la province est celle qui a connu la plus forte activité de feux de forêt au pays avec 96 incendies (comparativement à 77 pour une année complète typique) pour environ 200 000 hectares brûlés, soit à peu près le triple de la moyenne annuelle sur cinq ans. Les incendies amènent les hôtels de la province à pleine capacité et le premier ministre Wab Kinew demande aux collectivités et aux entreprises du Manitoba d’accueillir les personnes évacuées. Kinew annonce également l’état d’urgence dans la province et déclare qu’environ 17 000 personnes seraient évacuées du nord du Manitoba. Le 31 mai, les quelque 600 résidents de la communauté de Cranberry Portage, dans le nord-ouest de la province, sont placés sous un ordre d'évacuation obligatoire après qu'un incendie ait provoqué une panne de courant et entraîné la fermeture de l'autoroute 10. L'évacuation de la nation crie de Pimicikamak (en), qui a commencé plus tôt dans la semaine, s'intensifie le 31 mai. La fumée des feux de forêt du Manitoba se propage dans certaines régions des États-Unis, y entraînant une détérioration de la qualité de l’air.
La situation s'améliore à la fin juin, alors que plusieurs évacués peuvent retourner à leur domicile.
L'état d'urgence est à nouveau déclaré le 10 juillet. Les forces armées canadiennes sont envoyées en soutien à l'évacuation des zones touchées. On compte à ce moment 12 000 Manitobains évacués.

### Ontario
Le 12 mai, un incendie hors de contrôle à Ingolf (en), en Ontario, dans le district de Kenora, se propage au Manitoba le 15 mai. L'incendie s'étend sur une superficie estimée à 23 000 hectares du côté ontarien et sur une superficie inconnue au Manitoba. Les nations indépendantes de Wabaseemoong (en), à environ 100 kilomètres au nord-ouest de Kenora, sont entièrement évacuées, environ 800 personnes ayant été transportées par avion vers Niagara Falls, tandis que quelques dizaines se rendent à Winnipeg,.
Le 14 mai, le ministère des Richesses naturelles et des Forêts de l'Ontario émet un arrêté qui force notamment l'évacuation de la nation ojibway de Saugeen (en).

### Québec
La Société de protection des forêts contre le feu (SOPFEU) signale 59 feux de forêt au Québec en 2025, soit 44 de moins que la moyenne sur 10 ans. Le 10 mai, la SOPFEU relève la cote de danger d'incendie pour l'ouest du Québec et note qu'un incendie de cinq hectares a commencé à brûler le même jour dans la MRC d'Antoine-Labelle. Le 11 mai, un incendie d'un hectare s'est déclaré dans la Municipalité régionale de comté d'Abitibi. Les deux incendies sont classés comme étant sous contrôle.

### Saskatchewan

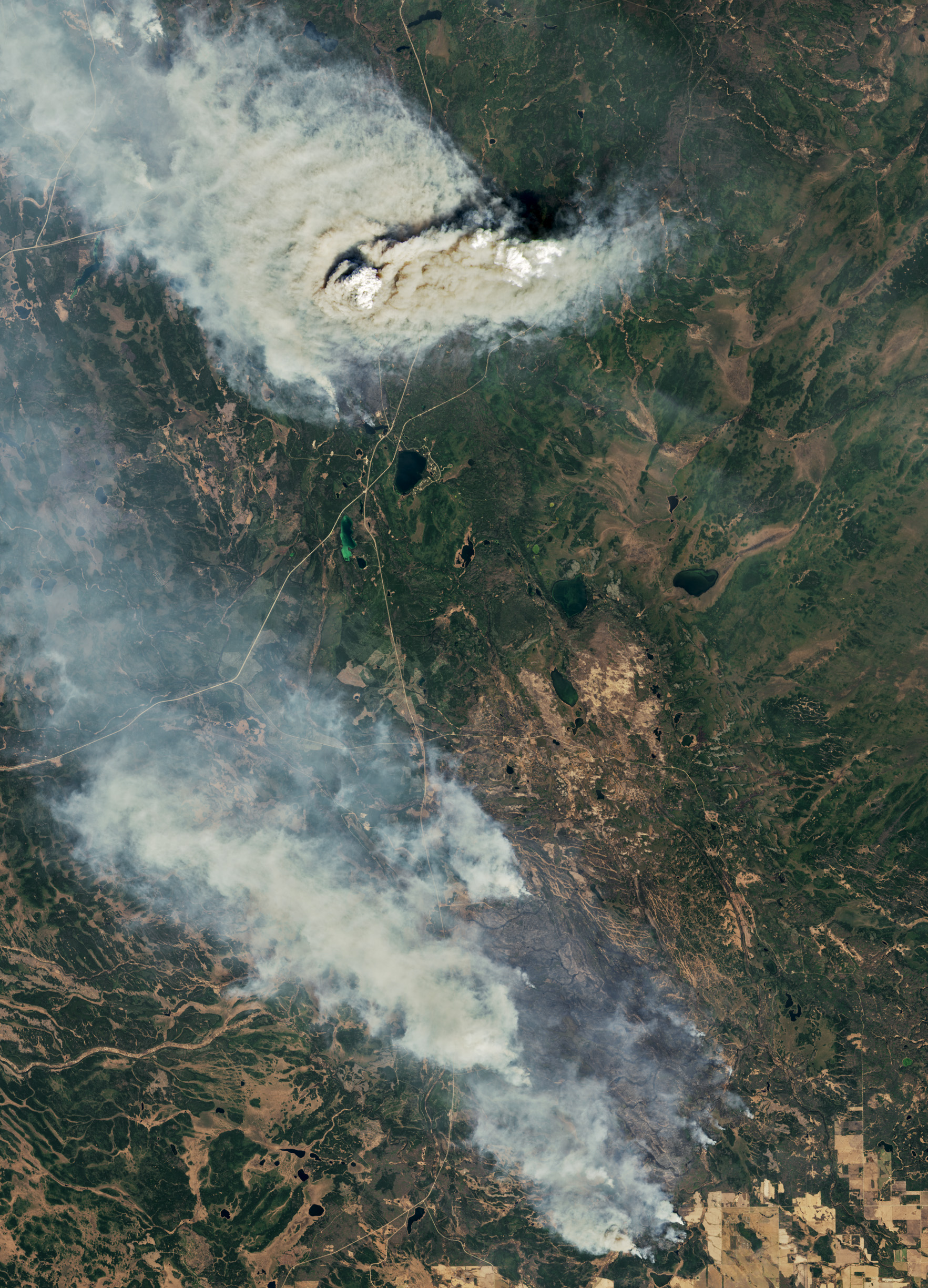
Image satellite des feux de forêt en Saskatchewan le 10 mai 2025. Le feu de Shoe est visible en haut et le feu de Camp est visible en bas.

À la mi-mai, deux incendies préoccupants se déclarent en Saskatchewan : l'incendie de Shoe près du parc provincial de Narrow Hills (en), et l'incendie de Camp près de Candle Lake (en) et de Smeaton (en). Le parc provincial est fermé ainsi que toutes les autoroutes d'entrée et de sortie. L'incendie de Camp est suffisamment intense pour produire des pyrocumulonimbus. À la fin du mois, les deux incendies fusionnent et s'étendent sur environ 240 000 hectares le 27 mai. Il détruit une base de pompiers de l'Agence de la sécurité publique de la Saskatchewan et le personnel, dont 280 pompiers, à fuir, tout en conduisant à l'évacuation d'environ 500 personnes de Canoe Lake (en) vers les villes de Cold Lake et Lloydminster en Alberta.
L'ensemble des incendies mène à l'évacuation d'environ 4 000 personnes au 28 mai.
Le 29 mai, l'incendie de Camp atteint une taille de 300 000 hectares et détruit des dizaines de cabanes autour du lac East Trout (en). Le premier ministre de la province Scott Moe déclare l’état d’urgence provincial ce jour-là.
Début juin, des experts déclarent que les feux pourraient continuer de brûler en Saskatchewan jusqu'aux premières chutes de neige en raison des températures estivales supérieures à la normale et des périodes de sécheresse. Au total, 254 feux ont été recensés depuis le début de l’année, ce qui en fait 110 de plus que la moyenne enregistrée en cinq ans. On estime à la fin du mois qu'environ un demi-million d'hectares ont brûlé jusqu'ici.

### Terre-Neuve-et-Labrador
La faible accumulation de neige au Labrador au cours de l'hiver entraîne un indice d'inflammabilité extrême dans l'ouest de la région à la fin mai. Des incendies près de Chutes Churchill forcent la fermeture de la Trans-Labrador Highway (en), qui relie la localité à Happy Valley-Goose Bay. Les incendies provoquent également des pannes de courant à Labrador City, Wabush et Fermont, au Québec.
Au début du mois d'août, plusieurs incendies frappent l'île de Terre-Neuve. Le gouvernement provincial décrète une interdiction de feux à ciel ouvert sur l'ensemble du territoire pour un mois, interdiction plus ou moins bien respectée par la population. Le gouvernement fédéral envoie de l'aide militaire pour soutenir les autorités provinciales alors que des milliers de personnes sont évacuées des zones affectées. La province subit plus d'incendies en 2025 que n'importe quelle autre année depuis le début de la décennie.